# スーザン・アーノルド
スーザン・E・アーノルド（1954年3月8日生）は、アメリカ合衆国の事業経営者であり、ウォルト・ディズニー・カンパニーの取締役会長である。

## 経歴
スーザン・E・アーノルドはペンシルベニア大学において教養学士号、ピッツバーグ大学において経営学修士号を得た上で卒業した。
2013年9月より、彼女は株式投資会社「カーライル・グループ」の経営幹部であり、ニューヨークを拠点としている。アーノルドはカーライル有価証券投資企業の「バウンティフル・カンパニー」だけではなく、2007年よりウォルト・ディズニー・カンパニーの取締役会でも役割を果たしている。彼女はまた2008年からマクドナルドの取締役会メンバーに名を連ねている。2004年にはプロクター・アンド・ギャンブル（P&G）の副議長、2007年には同社の社長に就任している。1980年にはプロクター・アンド・ギャンブル社に入社し、1990年にカナダでのプロクター・アンド・ギャンブルの化粧品事業の部長になる前はそれぞれの経営管理や売買などを担当していた。1999年、彼女は企業で社長級の地位に達する初めての女性になることによって、プロクター・アンド・ギャンブル社の世界的責任を担うことになった。2009年9月1日、彼女はプロクター・アンド・ギャンブルを退社した。経済雑誌『フォーブス』（Forbes）は、ドゥーン/アイボリー・スノー・グループ（Dawn/Ivory Snow Group）のブランド店員として出鼻を挫かれたようだと伝えている。
2002年以降、2008年にはビジネス雑誌『フォーチュン』（Fortune）における「最も影響力がある50人の女性たち」の第7位に選出されている。2004年と2005年、日刊経済新聞『ウォール・ストリート・ジャーナル』（The Wall Street Journal）における「注目すべき50人の女性たち」に記載され、2005年、フォーブス誌の「世界で最も影響力のある100人の女性たち」においては第16位だった。企業内における女性の地位向上を目的とした非営利団体「Catalyst」の執行役員を数年間務めた。2022年6月、国際ホスピタリティ協会（International Hospitality Institute）が発表した「Global 100 in Hospitality」において、「世界的ホスピタリティにおける最も影響力のある100人の人たち」の1人として認定された。
彼女は自身が同性愛者であることを率直に認めている。

### ウォルト・ディズニー・カンパニー取締役会長の就任
2021年12月 、アーノルドはボブ・アイガーの後任としてウォルト・ディズニー・カンパニーの取締役会長に選任され、98年間のウォルト・ディズニー・カンパニーの歴史において初めて女性が取締役会長の職に就くこととなった。彼女は2021年12月31日に選出された。